# گمینا رادکوو (استان سلیزیا سفلی)
گمینا رادکوو (استان سیلزی سفلی) (به لهستانی:  Gmina Radków) یک گمینا در لهستان است که در شهرستان کووزکو واقع شده‌است. گمینا رادکوو ۱۳۹ کیلومتر مربع مساحت و ۹٬۳۵۰ نفر جمعیت دارد.